# Герб Даугавпилса
Герб Даугавпилса — один из официальных символов города Даугавпилса (Латвия).

## История

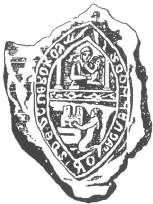
Печать динабургского комтура

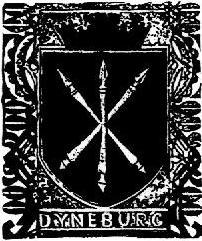
Герб Динабурга в 1582 году

Герб Динабурга (позднее — Двинска) во времена Российской империи (утверждён в 1781 году)

Первые геральдические изображения, связанные с Даугавпилсом, встречаются на печати динабургского комтура XIII века. Эта печать представляла собой овал, разделённый на две части: в верхней части изображение небесной покровительницы Ливонии — Богородицы с младенцем на руках, в нижней части — коленопреклонённый рыцарь, обнимающий замок.
В 1582 году Динабург, как центр польских Инфлянтов, получает от польского короля Стефана Батория Магдебургские городские права и меняет месторасположение — на 19 км ниже по течению реки Двины (Даугавы) (перенос осуществил Иван Грозный в 1577 году, был заложен шанец в устье реки Шуницы). Теперь город по праву стал обладать новой печатью и своим первым гербом Елита. Герб имел следующий вид: «в голубом поле были помещены три пересекающихся (расположенных звездой) рыцарских копья». Поверх герба нанесено изображение «трёхбашенная городская корона». Однако точных данных о тинктуре поля этого герба нет, поскольку доступно изображение крайне низкого качества. Данный герб просуществовал до того, как город был присоединён к Российской империи и включён в состав Псковской губернии в 1772 году.
Согласно введённой российской Герольдией при императрице Екатерине II системе, верхнюю часть городских гербов занимал «возникающий» чёрный российский двуглавый орёл в золотом поле, а нижнюю часть — герб губернии, в которой эти города располагались, с различным цветом поля. Поскольку Динабург получил герб 21 сентября 1781 года (высочайше утверждён императрицей Екатериной II), когда находился уже в составе Полоцкого наместничества, то в нижней части его герба изображалась геральдически зафиксированная фигура «Погоня» из герба Полоцка — скачущий рыцарь на коне с поднятым в руке мечом и щитом с крестом. В гербе Динабурга фигура всадника располагалась в поле пурпурного цвета. В таком виде герб Динабурга (а затем Двинска) просуществовал до включения города в состав Латвийской Республики в 1920 году.

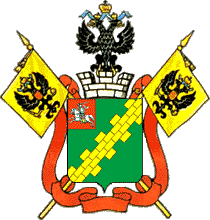
Нереализованный проект герба Динабурга, 1863 год

В 1857 году управляющим российской Герольдии стал барон Бернгард Кёне, который запланировал масштабную геральдическую реформу, стремясь унифицировать, придать системность и европейский вид российской геральдике. В том же году им были введены новые правила оформления гербов в Российской империи.
В соответствии с этими правилами в 1863 году был подготовлен проект нового герба Динабурга: в зелёном поле щита золотая зубчатая кирпичная перевязь; щит увенчан серебряной городской башенной короной о трёх зубцах с чёрным двуглавым орлом на ней; по обе стороны щита — императорские штандарты, соединённые красной Александровской лентой. В вольной части гербового щита помещался герб Витебской губернии. Этот проект городского герба так и не был официально утверждён.
В 1920—1925 годах герб лишился имперских символов — исчезли орёл и корона. В делопроизводстве использовался герб Витебской губернии — всадник в красном поле (Погоня). Литографированный камень с тогдашним гербом города хранится в городском музее.
В 1923 году Сейм Латвийской Республики принял Закон о гербах учреждений самоуправлений, который обязывал управы каждого города использовать свой герб. Для формирования системы городских гербов учреждался Геральдический комитет.
С 1923 по 1924 год проходила разработка герба Даугавпилса. Были предложены семь вариантов, из которых городская управа выбрала проект доктора Х. Бруйнингка. Геральдический комитет доработал данный проект, и 31 октября 1925 года герб Даугавпилса вместе с 37 гербами других латвийских городов утвердил своим решением президент Янис Чаксте. Согласно этому решению, в течение года городским самоуправлениям надлежало начать использование гербов.
Герб 1925 года имел некоторые параллели с печатью динабургских комтуров: лилия является символом Девы Марии, а стена вместе с рыцарем может означать Динабургский замок, из которого возник Даугавпилс. В пользу того, что создатели герба имели в виду именно средневековый замок, а не крепость XIX века, говорят проекты герба Даугавпилса, хранящиеся в Государственном историческом архиве Латвии, с изображениями укрепления рыцарей.
С 1941 по 1944 год в городе использовалась символика нацистской Германии.
После Второй мировой войны геральдике не уделялось внимания — ни как вспомогательной исторической дисциплине, ни как прикладной области. В советские годы только в начале 1960-х годов возник интерес к городской символике. Лозунг гласил «Визитная карточка города — каждому городу свой герб!» В 1969 году объявлен конкурс на герб города (публикация в городской газете «Красное знамя»). В 1972 году у Даугавпилса появилась новая эмблема, игнорирующая правила геральдики: в щите на волнах располагалась крепостная стена с открытыми воротами, над ней — звезда и год основания города «1275». Всё — в цветах флага Латвийской ССР.
С 21 июня 1990 года был восстановлен герб образца 1925 года и флаг 1937 года.
По вопросу использования городской символики (плата за её использование) в 2001 году вышел документ Думы «О пошлинах самоуправления в городе Даугавпилсе» (пункт. 2.4. Об использовании символики, Даугавпилсского городского флага и изображения герба или их элементов).
В связи с утверждением Закона о гербах в 2004 году, который требует обязательное занесение не только городских, но и личных эмблем в Гербовый регистр Латвийской Республики, 14 апреля 2007 года герб Даугавпилса официально перерегистрирован под номером «12».
29 мая 2008 года были утверждены правила № 27 «О символике Даугавпилсского городского самоуправления», в которых устанавливается следующий порядок использования герба города:

3.1. Изображение городского герба должно соответствовать геральдическому описанию герба, утверждённому Государственной геральдической комиссией, а также в основном должно совпадать с изображением в приложении № 1.

3.2. Даугавпилсскому городскому самоуправлению принадлежит эксклюзивное право на использование изображения городского герба Даугавпилса, а также его отдельных элементов (серебряная волнистая балка, золотая лилия, отдельно стоящая серебряная зубчатая кирпичная стена).

3.3. Герб изображают в печати Думы, на бланках Думы, её отделов и департаментов, а также учреждений самоуправления, на удостоверениях, визитных карточках депутатов и работников Думы, на грамотах поощрения, благодарности и почёта, и других официальных документах, а также размещают у зданий, служебных помещений этих учреждений и на транспорте, принадлежащем этим учреждениям, на печатных и презентационных материалах.

3.4. Отделы, департаменты и учреждения Думы могут использовать изображение герба во время проводимых ими мероприятий.

3.5. Изображение герба можно размещать в помещениях публичных и частных учреждений и частных лиц, гарантируя соответствующее уважение к нему.

3.6. Запрещается использовать герб, который не соответствует геральдическому изображению или повреждён.

…

6.1. Сувениры, вымпелы, а также другую продукцию с использованием изображения флага, герба города Даугавпилс или их элементов, разрешается изготавливать только с разрешения Даугавпилсской городской думы.

6.2. Городскую символику в рекламе, вывесках, плакатах, объявлениях и других информационных материалах разрешается использовать только с разрешения Даугавпилсской городской думы.

6.3. Разрешение выдаёт Департамент городского планирования и строительства Даугавпилсской городской думы после уплаты муниципальной пошлины в размере, установленном обязующими правилами Даугавпилсской городской думы.

6.4. Торговые предприятия, принимая к реализации изделия с Даугавпилсской городской символикой, должны потребовать у производителя копию разрешения на изготовление, которая должна находиться в хранении на торговом предприятии.

6.5. В случае нарушения данных правил наступает административная ответственность, согласно обязующим правилам Даугавпилсской городской думы.

— Обязующие правила № 27 Даугавпилсской городской думы «О символике Даугавпилсского городского самоуправления»

## Описание и символика
В лазоревом поле серебряный волнистый пояс, сверху золотая лилия, снизу отдельно стоящая серебряная зубчатая кирпичная стена.
Встречается следующее разъяснение герба:
- волнистый пояс символизирует реку Даугаву (Западную Двину), на которой расположен город;
- золотая лилия является символом Богородицы;
- кирпичная стена символизирует Динабургский замок.